# Arthur Herbert
Arthur Herbert (Ca. 1648 - 13 april 1716) was een Engels admiraal en politicus. Hij was de eerste graaf van Torrington.

## Biografie

### Familie en jeugd
Arthur Herbert werd geboren als een zoon van sir Edward Herbert, die als procureur-generaal en grootzegelbewaarder diende onder Karel I van Engeland, en Margaret Smith. Hij had twee broers: Charles en Edward. Herbert zou tweemaal trouwen, eerst met Anne Hadley en vervolgens met Anne Armine. Bij beide vrouwen zou hij geen kinderen krijgen. Wel zou hij een bastaardzoon hebben gehad.
Zijn ouders waren royalisten en waren na de machtsovername van Oliver Cromwell naar het continentale Europa gevlucht waar ze in Brussel en Parijs woonden. Hier verkreeg Herbert ook zijn scholing.

### Carrière
In 1661 keerde de familie Herbert terug in Engeland en kwamen ze te wonen in Weybridge. Zijn moeder regelde via haar contacten een positie voor haar zoon bij de marine. Waarschijnlijk diende hij onder Robert Holmes bij de Zeeslag bij Lowestoft. Een jaar later werd hij bevorderd tot luitenant op het schip de Defiance waar Holmes het commando over had. Pas op 8 november 1666 verkreeg Herbert zijn eerste aanstelling als commandant over een eigen schip.
Herbert raakte gewond in april 1671 tijdens gevechten met de Barbarijse zeerovers. Een kogel wist hem net onder het oog te raken. Ondanks deze verwonding vocht hij door tegen de piraten. Pas in 1672 keerde hij terug in Engeland. Vervolgens vocht Herbert mee in de Slag bij Solebay en nam vervolgens ook deel aan de slagen bij Schooneveld en Slag bij Kijkduin om vervolgens weer naar de Middellandse Zee af te reizen met zijn schip.
In 1684 verkreeg hij ook een aanstelling aan het hof van Karel II en werd hij bevorderd tot schout-bij-nacht. Een jaar later werd Herbert ook parlementslid voor het district Dover. Drie jaar later raakte hij in conflict met de nieuwe koning Jacobus II toen deze de Test Act wilde terugdraaien. Als parlementariër weigerde hij in te stemmen voor deze revocatie. Hierop werd Herbert uit verschillende posities ontslagen door de koning en in 1688 zeilde hij met een schip naar de Republiek om de uitnodiging voor het Engelse koningschap te overhandigen aan Willem III van Oranje.

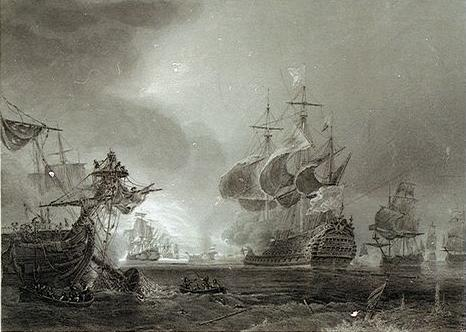
De slag bij Beach Head, gravure van Theodore Gudin.

Herbert speelde zodoende een belangrijke rol bij de troonsbestijging van Willem III in Engeland en werd hij door hem aangesteld over de Engelse vloot. Toen er dreiging was van een Franse vloot in Het Kanaal kreeg hij de opdracht om met zijn vloot uit te varen, maar hij bleef voor anker liggen. Uiteindelijk vertrok hij alsnog, maar de kabinetsraad had wel besloten tot het vervangen van Herbert. Hierop volgde de Slag bij Beachy Head waarbij de gecombineerde Nederlands-Engelse vloot werd verslagen door de Franse. Hierop werd hij door koningin Maria II van Engeland in de Tower of London gegooid. Hij werd door de krijgsraad vrijgesproken, maar zijn commissie als viceadmiraal werd wel ingetrokken.

### Laatste jaren
Herbert bleef tot in 1692 lid van de Privy Council en tot aan 1714 was hij actief als parlementariër in het Lagerhuis. Zo was hij als politicus betrokken bij de politieke aanvallen op George Rooke na diens desastreus verlopen Slag bij Cádiz. Herbert had zich aangesloten bij Whigs en was voor hen een kandidaat om Rooke in 1701 en 1705 op te volgen. Na zijn dood werd hij begraven in de Westminster Abbey.
- Gemeinsame Normdatei: 1050680677
- International Standard Name Identifier: 0000 0004 2437 8526
- Library of Congress Control Number: n84133497
- Virtual International Authority File: 26008648
- WorldCat: E39PBJyhh9GkJ6jGTPGWBkF3Qq